# Axel Olrik

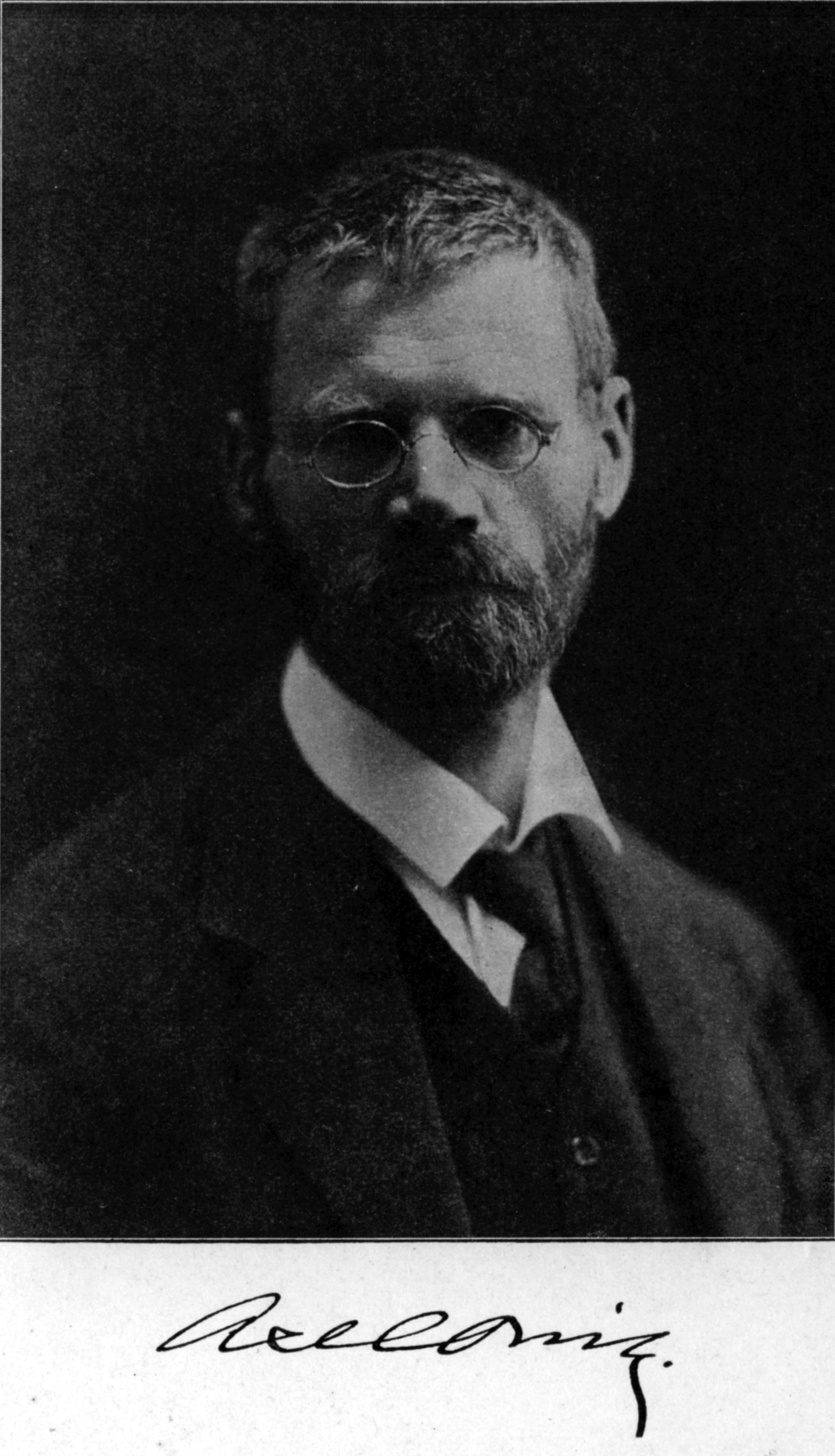
Axel Olrik

Axel Olrik (3 lipca 1864 w København, zm. 17 lutego 1917 w Øverød) – duński folklorysta, pionier systematycznych badań nad literaturą ludową.
Był członkiem zagranicznym Królewskiej Holenderskiej Akademii Sztuk i Nauk.

## Pisma
- Nogle Grundsætninger for Sagnforskning, 1921 (Zasady badań literatury oralnej)